# Camptopus lateralis
Camptopus lateralis је врста стенице из породице Alydidae и потпородице Alydinae. 

## Распрострањење
Ова врста је присутна у већем делу Европе.
У Србији се среће од низијских подручја до висина до 1300 метара надморске висине.

## Опис
Може достићи дужину од 12-15 мм. Тело је издужено, браон боје. Абдомен је наранџасто-браон боје. Глава је шира од пронотума. Антене имају четири сегмента. Фемури су бодљикави и увећани, док су тибије жућкасто-браон боје и закривњене.
Ова врста је прилично слична Alydus calcaratus.

## Биологија
Врста је полифагна, али се углавном храни врстама из рода Coronilla, Lotus, Trifolium, Ononis, Astragalus, Medicago, Ulex и Genista (Fabaceae), Rosmarinus officinalis (Lamiaceae), Euphorbia characias (Euphorbiaceae), Quercus coccifera (Fagaceae), Juniperus oxycedrus (Cupressaceae).

## Синоними
- Alydus lateralis Germar, 1817
- Camptopus annulatus (Brullé, 1832)
- Camptopus geranii (Dufour, 1833)
- Camptopus marginalis (Herrich-Schäffer, 1835)
- Camptopus marginatus (Herrich-Schäffer, 1835)
- Camptopus occipes (Herrich-Schäffer, 1835)
- Camptopus brevipes (Herrich-Schäffer, 1840)
- Camptopus undulatus (Westwood, 1842)